# Ulrich Varnbüler
Ulrich Varnbüler (geb. 1432 in St. Gallen; gest. 18. März 1496 in Lindau) war ein Schweizer Reichsvogt und Bürgermeister.

## Leben
Ulrich Varnbüler stammte aus einer bürgerlichen Familie der Stadt St. Gallen, die sich bis in das 14. Jahrhundert zurückverfolgen lässt. Seine Eltern waren der angesehene Zunftmeister Hans Varnbüler und Margareta Burgauer. Der Vater wird 1436–1444 in städtischen Angelegenheiten oft genannt und fand, als Mitglied des Kleinrats, Aufnahme in das St. Galler Patriziat. Ulrichs Schwester Angela Varnbüler (1441–1509) war Dominikanerin und ab 1476 Priorin des Klosters St. Katharina.
Ab 1467 war Ulrich Varnbüler Ratsherr und Säckelmeister in St. Gallen, 1471 Hofrichter, 1476 Feldhauptmann der St. Galler bei Grandson und Murten in Burgund, 1481/90 abwechselnd Amtsbürgermeister, Altbürgermeister und Reichsvogt in St. Gallen.
Varnbüler war Gesandter der Stadt St. Gallen beim Reichstag in Nürnberg, 1488 Gesandter bei Kaiser Friedrich III. in Köln und Aachen. Er beteiligte sich 1489 an der Fehde (St. Gallerkrieg) gegen den Abt Ulrich Rösch von St. Gallen, der das Kloster nach Rorschach verlegen wollte und dort einen Neubau begonnen hatte, wogegen sich die Bürger von St. Gallen aus wirtschaftlichen Gründen wehrten und den angefangenen Neubau zerstörten («Klosterbruch von Rorschach»). Der Abt rief die Eidgenossen zu Hilfe, die St. Gallen belagerten. Damit die Stadt nicht zerstört wurde, floh Ulrich Varnbüler 1490 verkleidet zuerst nach Innsbruck, dann nach Lindau; sein Eigentum wurde beschlagnahmt, jedoch musste die Stadt später aufgrund von Verhandlungen und mit Hilfe des römisch-deutschen Königs Maximilian I. Ersatz leisten.
Im Februar 1460 verheiratete sich Ulrich Varnbüler mit Agnes Beeli von der Burg Belfort. Aus der Ehe gingen mindestens vier Kinder hervor: Johannes (* 1464 in St. Gallen; † 1545 in Lindau), Ulrich II (* 1474 in St. Gallen; † 1545 in Strassburg), Katharine und Franz (keine Geburts- oder Sterbedaten bekannt). Von Johannes stammt das spätere württembergische Adelsgeschlecht von Varnbüler ab. Seinen Prozess um die in der Stadt St. Gallen zurückgelassenen Güter setzten seine Söhne fort.